# 인도의 기근

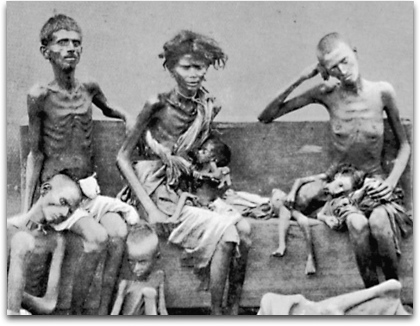
1876년 인도 대기근의 희생자들 (1877년)

해당 문서는 인도의 기근을 다룬다.

## 목록

### 17 세기
- 데칸 대기근

### 18 세기
- 1770년 벵골 대기근
- 찰리사 대기근
- 도지 바라 기근

### 19세기
- 오리사 기근
- 라지푸타나 기근
- 1873년 비하르 기근
- 1876년 인도 대기근
- 1899년 인도 대기근

### 20 세기
- 1943년 벵골 기근

## 같이 보기
- 아일랜드 대기근